# Garcinia madruno
Garcinia madruno, el madroño, conocida como ocoró en Bolivia, también llamado en Perú canime, currucay o palo de aceite, es un árbol mediano originario de los bosques de Colombia, Venezuela y Panamá; sin embargo, se distribuye desde Costa Rica hasta Bolivia y Brasil. En Colombia, se distribuye por toda la costa pacífica hasta la cuenca amazónica.
No debe confundirse con el árbol nacional de Nicaragua que es el Calycophyllum candidissimum, ni con el  Arbutus unedo europeo, pues ambos también son conocidos vulgarmente como madroño.
Esta especie también se ha conocido como Rheedia madruno, Rheedia acuminata y Calophyllum madruno. Anteriormente se consideraba que el género Garcinia existía en el Viejo Mundo y Rheedia en el Nuevo Mundo, pero hoy está generalmente aceptado que no hay una distinción taxonómica verdadera entre las especies de estos dos grupos, y todas se consideran dentro del género Garcinia.

## Generalidades
Es un árbol dioico, de tamaño mediano, que alcanza de los 8 a los 15 metros de altura. Crece bien de 0 a 1800 m s. n. m. en zonas húmedas. Su óptimo desarrollo lo alcanza con precipitaciones entre 1.200 y 1.500 mm anuales y temperaturas media anual de 22 a 28 °C. Se adapta bien a diferentes suelos y condiciones ambientales. Se ha informado que tiene tolerancia a suelos salinos; sin embargo, prefiere suelos francos o francolimosos, ricos en materia orgánica y bien drenados.
Su hábitat se encuentra en bosques primarios o riparios, planicies inundables o várzeas y sobre suelos arenosos. También se puede encontrar en relictos de bosque, rastrojos bajos y bordes de camino. 
Posee un tronco recto y cilíndrico, una corteza externa grisácea con lenticelas dispuestas verticalmente y, una corteza interna gruesa y anaranjada; con ramas opuestas o subverticiladas, insertas en ángulo recto al tronco. Secreta un látex amarillo-azufrado y pegajoso en todas sus partes.
Tiene una copa piramidal y simétrica conformada por hojas simples, opuestas, decusadas, sin estípulas, elípticas a oblongas de 6-15 cm de largo y 2-9 cm de ancho; cartáceas, discoloras, verde oscuras y semilustrosas en el haz, verde claro en el envés, ápice acuminado, base aguda; pecíolos de 1-2.5 cm de longitud; nerviación verde-amarillenta, un poco prominente. Este árbol no se defolia regularmente cada año, pero sí presenta esporádicamente un cambio de hojas casi masivo, siendo las nuevas muy vistosas y de color granate.
Sus flores son en fascículos axilares, sésiles, 3 a 6 por axila; flores con pedicelos largos, 2.5-3.5 de longitud; sépalos 2, rojos, redondeados hacia el ápice, hasta 3 mm de longitud; pétalos 4, amarillentos, orbiculares, hasta 7 mm de longitud.
Los frutos, llamados comúnmente madroños, son bayas ovaladas u oblongas amarillas que miden de 5 a 9 cm de largo y 3 a 4 cm de ancho. Su epi-carpio es grueso y rugoso, y su meso-carpio es blanco, aromático, jugoso y de sabor agridulce. El fruto contiene de 1 a 3 semillas, más largas que anchas, de color marrón oscuro con arilo blanco.
Usualmente, el madroño fructifica de mayo a agosto.

## Especies Relacionadas
Está relacionado con el mangostán (Garcinia mangostana) y más cercanamente
con las especies americanas de Garcinia, como G. macrophylla, G. brasiliensis y G. magnifolia (a la que también se la llama madroño).

## Propagación
El madroño se propaga por semilla. Su crecimiento es relativamente lento durante los primeros 3 años, pero después crece más rápidamente.

## Plagas y Enfermedades
No se han reportado plagas.

## Usos
Debido a su porte y belleza, su resistencia a plagas y enfermedades, por ser adaptable a diferentes condiciones ambientales y, por producir un buen fruto, se usa como especie ornamental. 
El fruto se consume principalmente al natural, aunque con la pulpa del fruto se elaboran jaleas y jugos.
La infusión de la corteza se emplea para combatir la fiebre.

## Taxonomía
Garcinia madruno  fue descrita por (Kunth) Hammel y publicado en Annals of the Missouri Botanical Garden 76(3): 928. 1989
Sinonimia
- Calophyllum madruno Kunth	basónimo
- Chloromyron verticillatum Pers.
- Rheedia acuminata (Ruiz & Pav.) Planch. & Triana
- Rheedia acuminata var. floribunda Vesque
- Rheedia kappleri Eyma
- Rheedia madruno (Kunth) Planch. & Triana
- Rheedia madruno subsp. bituberculata Pittier
- Rheedia madruno subsp. ovata Pittier
- Rheedia rostrata Vesquez
- Verticillaria acuminata Ruiz & Pav.
- Verticillaria peruviana G.Don[3]